# Melanotaenia pimaensis
Melanotaenia pimaensis är en fiskart som beskrevs av Allen, 1981. Melanotaenia pimaensis ingår i släktet Melanotaenia och familjen Melanotaeniidae. IUCN kategoriserar arten globalt som otillräckligt studerad. Inga underarter finns listade i Catalogue of Life.